# ميدانجيق (ملكان)
ميدانجيق هي قرية في مقاطعة ملكان، إيران. عدد سكان هذه القرية هو 1,993 في سنة 2006.